# NGC 143
NGC 143 è una vasta galassia a spirale barrata situata nella costellazione della Balena. Si presenta vista di taglio e ha una classe di luminosità II.

## Scoperta
NGC 143 è stata scoperta nel 1886 dall'astronomo americano Frank Müller, in un gruppo di tre galassie di cui fanno parte anche NGC 142 e NGC 144.